# Holes (película)
Holes (lit. Hoyos; titulada El misterio de los excavadores en Hispanoamérica y La maldición de los hoyos en España) es una película familiar  del año 2003 basada en la novela homónima de Louis Sachar, dirigida por Andrew Davis y producida en Estados Unidos por Chicago Pacific Entertainment en asociación con Phoenix Pictures. Su historia, protagonizada por Shia LaBeouf, Sigourney Weaver, Jon Voight, Tim Blake Nelson y Patricia Arquette, involucra a un campamento reformatorio situado en el medio del desierto. Allí es enviado el joven Stanley Yelnats IV (LaBeouf), quien ha heredado la mala suerte que afecta a los varones de su familia y afronta las consecuencias de un delito que le imputan erróneamente. A lo largo del filme se exploran dos argumentos retrospectivos que influyen en el presente y que conectan a los antepasados de Stanley con la trágica historia de amor de una bandida y un secreto escondido en el área del campamento.
Davis, previamente conocido por largometrajes de acción como The Fugitive (1993) y Collateral Damage (2002), tomó un desvío en su carrera como director al trabajar en esta adaptación de la premiada novela. Convenció a Sachar de redactar el guion —lo que significó una experiencia nueva para este último— y ambos decidieron conservar los elementos más importantes de la obra original, la cual trata temas como el destino, el encarcelamiento, el racismo, la inmigración y la amistad. Las compañías Walt Disney Pictures y Walden Media se encargaron de promocionar la película, mientras que la distribución corrió a cargo de Buena Vista tanto en salas de cines como en formatos de entretenimiento doméstico. Holes, rodada en locaciones como el desierto de Mojave y el Parque Estatal Red Rock Canyon —ambos ubicados en el estado de California—, le valió a LaBeouf su primer papel importante en el cine y nominaciones a los premios Young Artist y MTV Movie Award. Asimismo, contó con un reparto de jóvenes conformado por Khleo Thomas, Brenden Jefferson, Jake M. Smith, Byron Cotton, Miguel Castro y Max Kasch, quienes encarnaron a los compañeros del desventurado protagonista.
Tras su estreno a nivel internacional durante el transcurso de 2003, Holes recaudó un total de 71.4 millones USD —cantidad casi tres veces mayor que la inversión presupuestaria de veinte millones—, de modo que ocupa el septuagésimo tercer lugar entre las películas más taquilleras de ese año. Obtuvo la aprobación mayoritaria del ámbito crítico y el sitio web Rotten Tomatoes la describe como una cinta «fiel a su fuente literaria» que provee «entretenimiento familiar imaginativo e inteligente». La banda sonora incluye canciones de artistas solistas y grupos como Shaggy, Moby, Keb' Mo', Eels y Dr. John, que además están compiladas en el disco Holes: Original Soundtrack (2003), del sello Walt Disney Records. Joel McNeely compuso los temas orquestales de la película, pero sus contribuciones no se han editado en ningún formato.

## Argumento

### Campamento Green Lake
En algún lugar de Texas, el adolescente Stanley Yelnats IV es acusado de un delito que no cometió: el robo de unas zapatillas que el famoso beisbolista Clyde Livingston le había donado a un albergue para indigentes. En la corte, el chico es declarado culpable y sentenciado a dieciocho meses de trabajo reformatorio en el campamento Green Lake. En medio de esto se cuenta que los hombres de la familia Yelnats poseen un historial de mala suerte que inició con el tatarabuelo de Stanley, Elya Yelnats. El padre del protagonista, Stanley Yelnats III, es un inventor fracasado que incansablemente ha intentado encontrar una fórmula que elimine el hedor de los pies. Junto con su esposa, padre e hijo, se encuentra amenazado de quedar en la calle si no logra desaparecer el mal olor que emana de su apartamento.

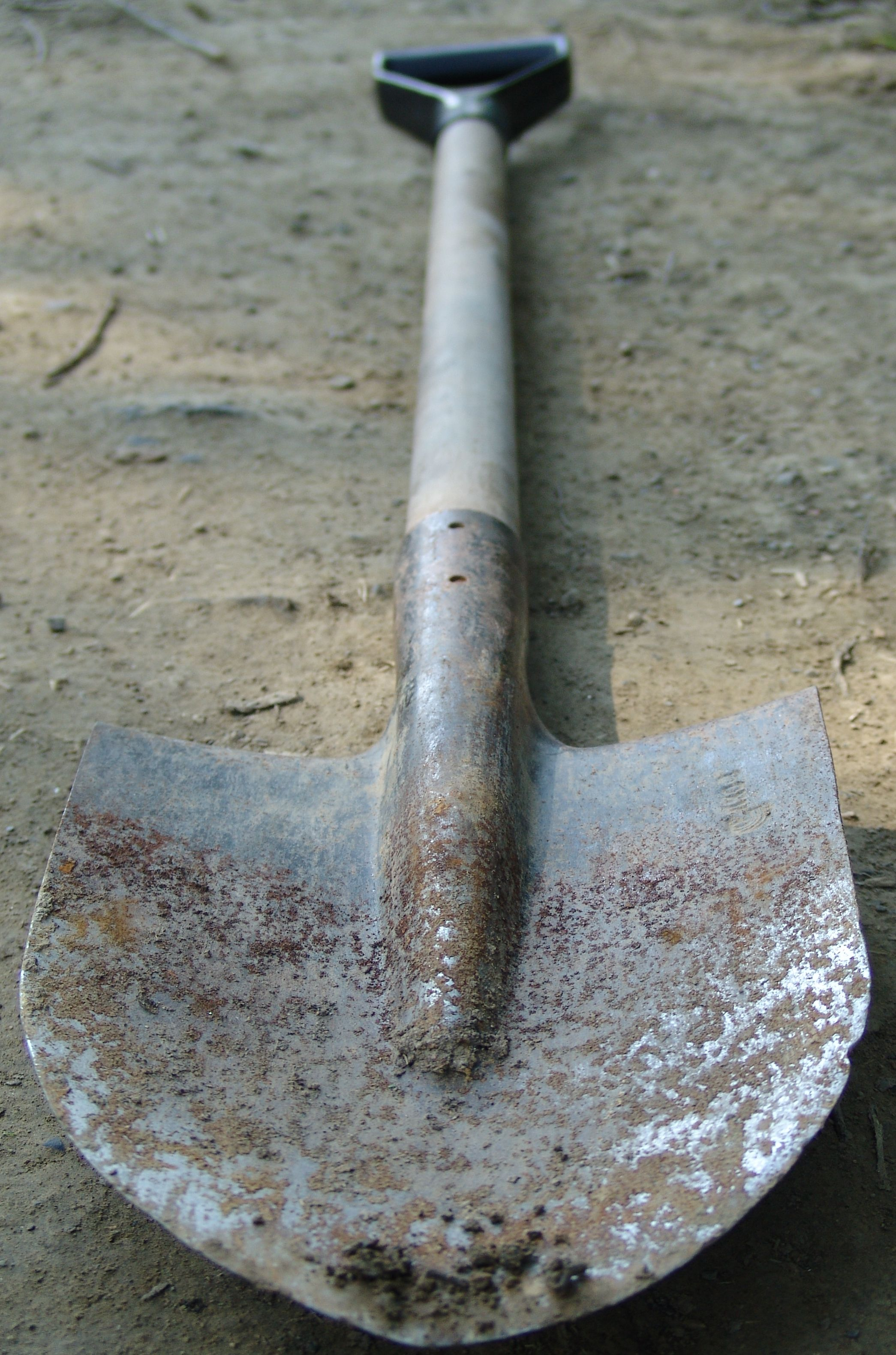
El hoyo de cada chico debe medir cinco pies de diámetro y profundidad, exactamente lo mismo que sus palas.

El campamento está situado en lo que antiguamente fue un pueblo rodeado por un inmenso lago, pero ahora es un área desértica donde jamás llueve y proliferan las venenosas lagartijas de manchas amarillas. Allí, Stanley conoce al instructor Mr. Sir y al consejero de los reclusos, el doctor Pendanski. Luego es presentado a los miembros de la carpa D, con quienes cumplirá su sentencia cavando diariamente un hoyo de cinco pies de diámetro y profundidad en el área circundante al campamento. Al grupo —conformado por X-Ray, Armpit, Zigzag, Squid, Magnet y Zero— se le ha dicho que estas labores les ayudarán a forjar su carácter para cuando se reintegren a la sociedad. En particular, el pequeño Zero apenas habla y Pendanski suele minimizarlo al señalar su aparente falta de inteligencia.
Stanley aprende que puede tener un día libre si en su hoyo encuentra algo que genere interés en la temida alcaidesa Louise Walker. X-Ray le dice que, si se topa con algo, lo más justo es dárselo a alguien que lleve más tiempo cumpliendo sentencia. A la larga, Stanley se gana el apodo de Caveman (o Cavernícola) y se convierte en la única persona a quien Zero le dirige la palabra. Un día, mientras trabaja en su hoyo, encuentra un viejo tubo de lápiz labial con las iniciales K.B. grabadas en él. X-Ray se lo reporta a la alcaidesa como un hallazgo propio y esta ordena que el resto de los chicos amplíen la excavación donde supuestamente apareció el objeto. Stanley se mantiene callado al respecto, consciente de que los esfuerzos se estarán enfocando en el punto equivocado. Tal evento da paso a varios días de arduas excavaciones con la esperanza de otro buen descubrimiento. Al ver que esto no da ningún resultado, la irritada alcaidesa reimpone la realización de un hoyo por individuo.
Cuando Magnet roba un saco de semillas masticables que Mr. Sir tenía en su camioneta, Stanley finge que tiene la culpa y es llevado a la cabaña de Walker para que reciba algún castigo. Ahí nota una serie de viejos carteles que muestran a la bandida conocida como Kissin' Kate Barlow, de quien su abuelo le había contado anteriormente. Seguidamente, la alcaidesa arremete contra Mr. Sir por la irrelevancia de su reporte y Stanley es enviado de vuelta a su lugar de trabajo, donde descubre que Zero adelantó una gran parte de la labor que le correspondía a él.
A raíz de lo anterior, Stanley forja una amistad con Zero y comienza a darle clases de lectura a cambio de que le ayude a terminar sus hoyos con mayor rapidez. El niño le confiesa que su nombre verdadero es Héctor Zeroni y que quedó huérfano cuando su madre desapareció sin previo aviso. Más adelante, Zigzag arma una riña con Stanley alrededor de las excavaciones y Zero interviene en defensa del segundo. La alcaidesa exige saber por qué ocurrió la pelea y los chicos acusan al protagonista de incumplir sus labores por mantener un trato con Héctor, por lo que Walker prohíbe las lecciones de lectura. Pendanski prosigue con sus abusos verbales hacia Zero, tachándolo de demasiado tonto para aprender a leer. El niño lo golpea de súbito con una pala y huye hasta perderse en el desierto. Stanley comienza a preocuparse, pues no hay manera de que su amigo pueda sobrevivir varios días sin agua bajo el ardiente sol.

### Elya Yelnats y Madame Zeroni
Mientras se muestra cómo Stanley se adapta al campamento, se intercalan escenas que se remontan a los tiempos de Elya Yelnats en Letonia. Enamorado de la joven Myra Menke, Elya le pide a su padre, Morris Menke, que le permita casarse con ella, pero descubre que el obeso Igor ya ha ofrecido un cerdo a cambio de la chica. Luego recurre a los consejos de la adivina Madame Zeroni, quien le advierte que su destino no se encuentra al lado de Myra, sino en América. Sin embargo, le ofrece un pacto que incluye un cerdo pequeño: cada día, Elya deberá subir al animal a la montaña para hacerle beber el agua que brota de la cima mientras le canta una canción de cuna especial. Solo así el cerdo crecerá en tamaño y vigor, al igual que Yelnats por cargar su peso en los hombros, para después ofrecérselo al padre de Myra. Como condición, el joven debe volver por Madame Zeroni cuando cumpla la entrega y también subirla a la montaña, pues de lo contrario una maldición se perpetuará sobre él y su progenie.
Tiempo después, en el rancho de los Menke, Yelnats ofrece a su cerdo por Myra, pero el de Igor pesa igual que el suyo. Entonces, la chica es libre de escoger a un pretendiente, mas su indecisión y falta de inteligencia indignan a Elya, quien abandona a su cerdo y se embarca esa misma noche a América. Puesto que olvidó cumplir su pacto con Madame Zeroni, se cumple la maldición que en el presente sufre el protagonista.

### Kissin' Kate Barlow
Mediante otra serie de retrospecciones se muestra una historia ocurrida a finales del siglo XIX, cuando Green Lake prosperaba cerca del lago. La maestra Katherine Barlow crea un vínculo con Sam, un afroamericano que vende cebollas con supuestas cualidades milagrosas. Es él quien le ayuda a reparar la escuela local, lo que conlleva a que ambos vivan un romance. Una noche, Trout Walker —el heredero al lago y pretendiente de la maestra— los ve besándose y no tarda en correr la voz por todo el pueblo. El comisario local ordena el linchamiento de Sam, quien es disparado a muerte mientras intenta escapar en su bote. Testigo de la tragedia, Katherine queda herida por la pérdida de su amado y el incendio de la escuela. A raíz de eso se convierte en la bandida Kissin' Kate Barlow, quien saquea bancos y marca con un beso a los hombres que asesina. Así se crea su leyenda y Green Lake entra en declive por la repentina evaporación del lago.
Una de las víctimas de Barlow resulta ser el primer Stanley Yelnats, quien, despojado de su cofre lleno de oro y abandonado a su suerte en el desierto, encuentra cómo sobrevivir al escalar una montaña que bautiza como «el Pulgar de Dios». Años después, Barlow se hace morder por una lagartija y muere durante su último encuentro con Trout, no sin antes decirle que ni él o sus descendientes lograrán encontrar dónde enterró el cofre contenedor de todas las fortunas que robó.

### Final
De nuevo en el presente, Stanley escapa al desierto y encuentra a Zero debajo de lo que una vez fue el bote de Sam. Enseguida lo convence de escalar una montaña que identifica como «el Pulgar de Dios», pero el pequeño desfallece en el dificultoso trayecto. Stanley logra cargarlo hasta la cima, donde ambos comienzan a beber agua e ingerir cebollas. El primero canta de alegría y, sin saberlo, deshace su legendaria maldición. Héctor, descendiente de Madame Zeroni, le revela ahí que robó las zapatillas de Clyde Livingston y las arrojó cerca de donde la policía se las incautó a Stanley.
Con la suerte a su favor, los chicos vuelven al campamento para expandir el hoyo donde estaba el tubo con las iniciales de Kate Barlow. Allí encuentran el cofre contenedor de todas las riquezas que robó la bandida, marcado con el nombre del primer Stanley Yelnats. Cuando Walker, Mr. Sir y Pendanski llegan a la escena, varias lagartijas emergen de la cavidad para treparse a los chicos, lo que impide que los adultos se apoderen del botín. A fin de cuentas, esta siempre fue la razón de que Walker, la nieta de Trout, fundara el campamento. La abogada de Stanley llega con otras autoridades al amanecer, pues ha logrado demostrar la inocencia del muchacho. Los chicos salen ilesos del hueco y reclaman el tesoro de la familia Yelnats. Se descubre que el campamento Green Lake es una excusa para explotar jóvenes, por lo que sus encargados son arrestados y los reclusos verán a consejeros de verdad.
Los Yelnats comienzan una vida de prosperidad financiera y el padre de Stanley comercializa un producto que elimina el hedor de los pies, llamado Sploosh. Con su parte de las riquezas, Zero cumple su sueño de contratar un equipo de investigadores que al final logran reunirlo con su madre. Ambas familias se vuelven vecinas y en Green Lake llueve por primera vez en más de un siglo.

## Temas y relación con la novela

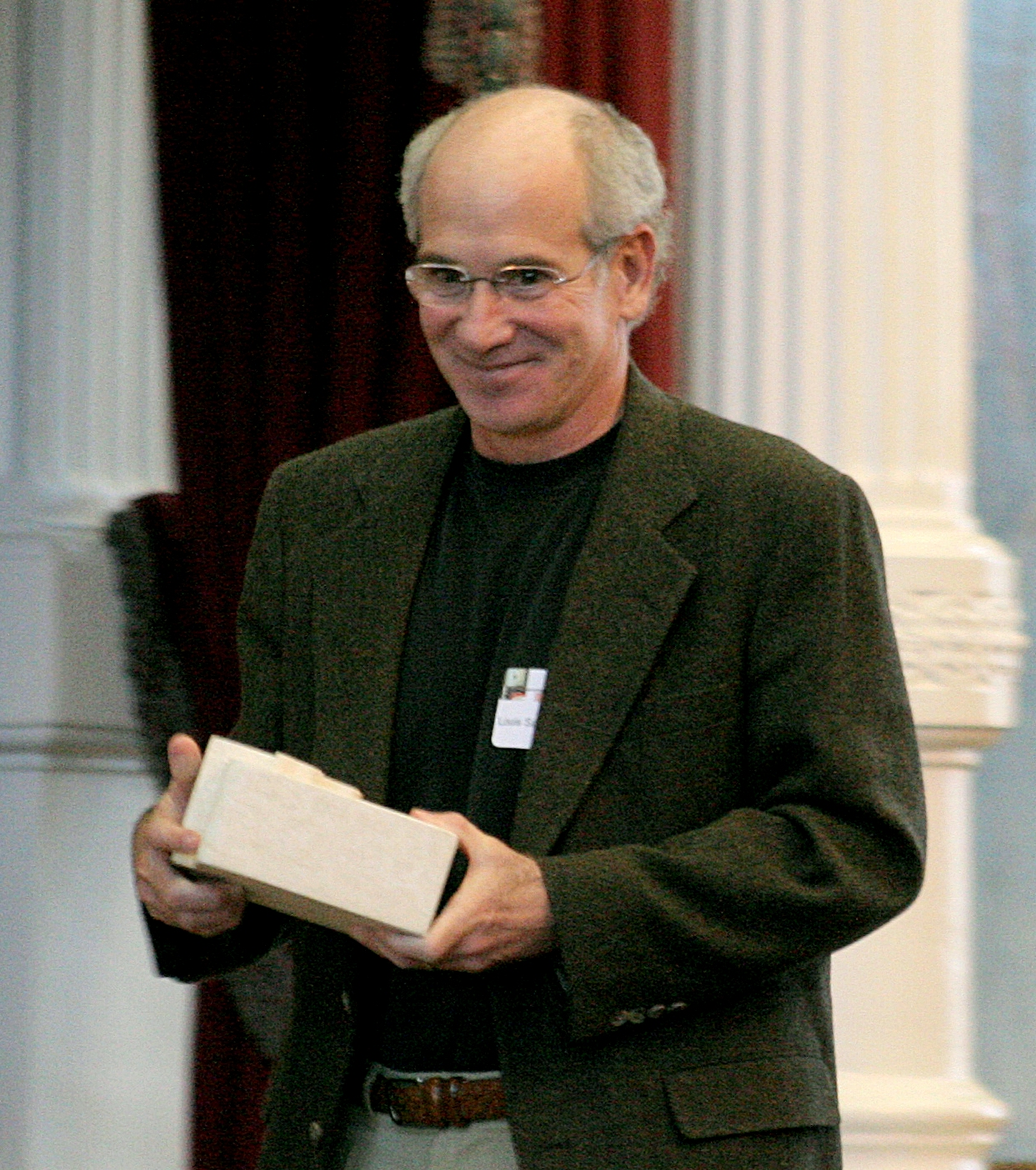
Louis Sachar afirmó que la historia de la familia Yelnats refleja «la experiencia de la inmigración judía» y que personajes como Stanley encarnan el valor talmúdico de «hacer del mundo un lugar mejor».

La película, al igual que la novela en que se basa —Holes, de Louis Sachar—, aborda «las fallas de la raza humana y la importancia de la amistad y el destino», así como «la necesidad de unirse para vencer los contratiempos» y el valor de cumplir las promesas. El protagonista, Stanley Yelnats IV, se llama igual que su tatarabuelo, lo que constituye una tradición familiar en la que el hijo varón siempre es bautizado con este nombre palíndromo. Los eventos en su vida suelen estar conectados al pasado, ya sea el de sus ancestros o el de personas que interactuaron con ellos, lo que se vuelve más evidente conforme avanza la trama y sucesos aparentemente inconexos le dan forma a la resolución del filme, como indicativo de que, dependiendo de su naturaleza, «todas las acciones humanas tienen las consecuencias apropiadas». De tantos vínculos se puede mencionar cómo el primer Stanley Yelnats sobrevivió a un mortal encuentro con la bandida Kissin' Kate Barlow, pues de lo contrario no habría vivido lo suficiente para darle trascendencia a su nombre y apellido. Objetos del pasado como el labial de Barlow o el bote de Sam reaparecen en algún momento para reafirmar los nexos que existen entre cada historia. Las cebollas que este último solía cultivar se convierten en un medio de salvación para Stanley y Zero casi al final, ya que al comer muchas se vuelven intolerables para las letales lagartijas de manchas amarillas.
Asimismo, el destino y la suerte representan una fuerza importante cuando Stanley carga a su amigo por la montaña y rompe la maldición que había recaído en su familia (la misma que lo llevó al arresto en primer lugar). Su mala racha se originó cuando, en la antigua Letonia, Elya Yelnats se hizo a la mar sin antes cumplir su pacto con Madame Zeroni, la tatara-tatarabuela de Héctor. Se detalla en el libro: «Elya trabajaba duro, pero la mala suerte parecía seguirlo a todos lados. Siempre parecía estar en el lugar equivocado al momento incorrecto», lo que es igual a lo que experimenta el protagonista y al tipo de pensamiento con el que afronta sus infortunios, aunque al principio no cree en la maldición familiar. Tan pronto se rompe esta longeva condena, el padre de Stanley descubre la fórmula curadora que tanto había perseguido. Según el crítico de cine Kenneth Turan del diario Los Angeles Times, todo esto comprende una parábola sobre cómo cualquiera puede construir su propia fortuna, aunque también puede interpretarse como una sucesión de eventos mágicos o «grandes coincidencias».
| «Quizás Holes no capture todos los matices de la transición de la escuela a la prisión, y puede que no sugiera ninguna manera procesable de abolir las cárceles más allá de “encuentra el tesoro enterrado” y “rompe la maldición del cerdo” [...] Pero aun así, es un mensaje atrevido sobre la injusticia de nuestro sistema judicial»—Charlotte Ahlin de Bustle. |

El campamento Green Lake funciona como una especie de cárcel en la que se manifiesta el tema de la explotación juvenil, pues refleja el sufrimiento «de adolescentes cansados y polvorientos que son tratados como prisioneros». El director Andrew Davis puntualizó: «[Esos chicos] cumplen una labor sin sentido todo el día [excavar] para que alguien más pueda enriquecerse». La razón por la que estos no se fugan es la total ausencia de agua en el desierto, por lo que, además, una ducha representa un privilegio. En la instalación, el ciclo de la violencia se observa a través de cómo los personajes reaccionan a actitudes hostiles, como la de Pendanski hacia Zero, una vez que el niño se inmuta ante el abuso verbal del otro y le pega con una pala. Algo más radical ocurre en la subtrama de Sam, cuando dicho ciclo se mezcla con actos racistas y desemboca en el brutal asesinato del joven. Esto ocurre en el marco del prejuicio hacia el romance interracial que él sostiene con la maestra Katherine a finales del siglo XIX, cuyo trágico desenlace genera motivos para que ella adopte un modo de vida vengativo y antisocial, además del dramático deterioro del pueblo de Green Lake. Davis notó que, para una historia centrada en los varones, hay personajes femeninos «fuertes e independientes» que determinan los eventos con sus diferentes motivaciones. A propósito de la bandida, Kirsten Møllegaard declara lo siguiente en un artículo de la revista Western American Literature:

La transición de Kate, de maestra de escuela a bandolera de excelente puntería, vincula el alto nivel de violencia armada del Oeste y la demostración de hipermasculinidad con la sexualización del cuerpo femenino en el espacio público [...] Es importante destacar que su característico beso post mortem le permite encargarse de su propia sexualidad. En la película, cuando ella entra en la oficina del comisario para matarlo, está vestida como una prostituta, con un traje de terciopelo rojo y un elegante sombrero, balanceando sus caderas y ronroneando su mensaje letal: “Estoy aquí para darte el beso que pediste” [...] Después de todo, el comisario la había amenazado con violencia cuando le exigió un beso la noche del asesinato de Sam.

Por el contrario, el campamento es un lugar mixto en razas, donde el orden jerárquico de los excavadores parece no tener relación con el color de sus pieles. El libro establece de primera mano que tres de ellos son negros —X-Ray, Armpit y Zero—, tres blancos —Stanley, Squid y Zigzag— y uno hispano —Magnet—, pero en el desierto todos comparten el mismo color marrón de la tierra. Es Stanley, en este ambiente al que le cuesta adaptarse, quien le ofrece compasión y solidaridad a Zero —un niño quieto y marginado, igualmente víctima del comportamiento cruel y corrupto de los adultos—, lo que al final conduce a su «mutua supervivencia y riqueza». Lo mismo coincide con lo que Sachar comentó una vez: «Las maldiciones son geńeticas [...] Si existen es porque las personas no se tratan con gentileza entre sí. Si lo hicieran, [las maldiciones] se irían». No obstante, como lo plantea Philip Kennicott de The Washington Post, la idea de que en Holes a fin de cuentas existe una «utopía infantil» se vuelve cuestionable cuando el protagonista le niega el perdón a la alcaidesa Walker, quien en su niñez también fue forzada a cavar en busca del tesoro de Kissin' Kate Barlow.
A lo largo de la cinta se muestra que Héctor es un observador agudo y el excavador más rápido del campamento, virtudes que contrastan con ser pequeño, analfabeto y no encajar entre sus compañeros. Cuando él y Stanley se vuelven amigos, se revela que el niño tuvo un pasado difícil viviendo en las calles. Según el análisis literario publicado en el sitio web SparkNotes, Héctor, a pesar de las adversidades, «sabe que es inteligente y posee un sentido de la autodefensa [...] El lector aprende que Zero es silencioso porque no le gusta responder preguntas, y es quizás porque desconfía de gente como el señor Pendanski». En la película, Héctor le pide a Stanley que le enseñe a leer; Laura Miller de Salon.com considera que su mirada serena en momentos como ese ayudan a evidenciar parte de su trasfondo. La novela describe su emoción por el aprendizaje cuando el joven Yelnats le enseña a deletrear su propio apodo, e incluso convierte este ejercicio en algo que les ayuda a olvidar el estado débil de Zero en la escalada por la montaña. En palabras de Micheal Flaherty y Cary Granat, cofundadores de Walden Media, ambos chicos son héroes que se edifican «a través de la perseverancia, la lealtad y el coraje».

## Reparto
| Campamento - Shia LaBeouf - Stanley «Caveman» Yelnats IV - Sigourney Weaver - Louise Walker - Jon Voight - Marion «Mr. Sir» Sevillo - Tim Blake Nelson - Kiowa Pendanski - Khleo Thomas - Héctor «Zero» Zeroni - Zane Holtz - Louis «Barf Bag» - Brenden Jefferson - Rex «X-Ray» - Jake M. Smith - Alan «Squid» - Byron Cotton - Theodore «Armpit» - Miguel Castro - José «Magnet» - Max Kasch - Ricky «Zigzag» - Noah Poletiek - Brian «Twitch» Viejo Green Lake o Viejo Oeste - Patricia Arquette - Katherine «Kissin' Kate» Barlow - Dulé Hill - Sam, «el Hombre cebolla» - Scott Plank - Trout Walker - Allan Kolman - Stanley Yelnats | Ciudad de Texas - Henry Winkler - Stanley Yelnats III - Siobhan Fallon Hogan - Tiffany Yelnats - Nathan Davis - Stanley Yelnats II - Rick Fox - Clyde «Sweet Feet» Livingston - Roma Maffia - abogada Carla Morengo Antigua Letonia - Damien Luvara - Elya Yelnats - Eartha Kitt - Madame Zeroni - Sanya Mateyas - Myra Menke - Ravil Isyanov - Morris Menke - Ken Davitian - Igor Barkov |

## Producción

### Redacción del guion
El director Andrew Davis decidió trabajar de cerca con Louis Sachar, el autor de la novela en que se basa la película y quien la adaptó al formato de guion cinematográfico. En cuanto al relato original, Sachar dijo que su «depresión por el calor veraniego de Texas» lo inspiró a escribir sobre el ficticio campamento Green Lake, bajo la seguridad de que «a los niños les gustaría leer sobre muchachos en prisión». Holes, ganadora de premios como la Newbery Medal y el National Book Award, se convirtió en una obra popular desde su publicación en 1998, en virtud del creciente incentivo a la lectura dado en muchas escuelas de Estados Unidos. Cuando varios estudios de cine ya habían mostrado interés por los derechos de adaptación, el autor decidió cedérselos a Davis —dueño de Chicago Pacific Entertainment— porque simpatizó con sus largometrajes de carácter realista y ritmo acelerado, a lo que luego se sumaron las compañías Phoenix Pictures y Walden Media. Con una actitud renuente al comienzo, Sachar aceptó la propuesta de redactar el guion, lo que al final reconoció como un período de gozo y el inicio de su amistad con el cineasta. Según él, la parte más difícil de esta tarea fue aprender a contar la historia de manera «visual» en lugar de siempre emplear diálogos, con tal de que su trabajo fuese comprensible para todo aquel que se valdría de él.
Por su lado, Davis conoció el libro mientras buscaba proyectos con la productora Teresa Tucker-Davies, quien primeramente se topó con la sinopsis en el sitio web Amazon. El cineasta dedicó gran parte de 1999 a negociar los derechos de adaptación y a encontrar una compañía dispuesta a pagar por ellos (en este caso, Phoenix Pictures). Declaró que se sentía «muy preocupado» por que alguien se adelantara a adaptar el relato y decepcionase al autor si no se respetaban «los matices entre los personajes y las relaciones [que se crean] entre ellos». Otras personas habían querido eliminar los elementos más crudos de la historia en favor de una cinta más infantil, mientras que él tenía la intención de mantenerse fiel al trabajo original. Según recordó, antes de contar con Sachar hubo un borrador que le disgustó sobremanera porque se desligaba demasiado de la novela, e incluso se refirió a ciertos intentos de hacerle omitir la historia familiar de Stanley —lo que él consideró «ridículo», en vista de cuán crucial esto resulta para la obra en sí—. Al disponerse a adaptar Holes, Davis quería lograr algo distinto a todo lo que había hecho anteriormente —en este caso, una película familiar en oposición a una de acción para adultos—, aunque también interpretó la historia como la de un chico que es tan injustamente acusado como el protagonista de su cinta The Fugitive, de 1993. Más allá, detalló que las implicaciones temáticas de la novela, sumadas al «sentido de la moralidad y el drama» presente en el «rompecabezas» de Sachar, le habían hecho sentir que «nunca había tenido la oportunidad de trabajar [con base en] algo tan bien elaborado».
Cabe señalar que Holes no fue la primera obra de Sachar alguna vez considerada para llevarla al cine, pero sí con la cual se tuvo consideración del autor para la elaboración del guion. El primer boceto llegó a manos de Davis, quien lo revisó e hizo las modificaciones que creyó pertinentes. Él concluyó que la parte más difícil de este proceso fue hilar las distintas subtramas relacionadas con las generaciones pasadas de la casta Yelnats, lo que al final debía darle sentido al meollo del largometraje. Él, Sachar y Tucker-Davies desglosaron el libro en no menos de cien escenas que luego expandieron en una serie de tarjetas que ayudaron a definir cuánto debía durar cada apartado. Esta etapa dio pie a algunos desacuerdos creativos, incluso con algunos productores cuando el material atravesó el proceso de aprobación. Sachar, por ejemplo, no quería que se implementara una voz superpuesta para el personaje de Stanley, mientras que Davis opinaba que tal recurso permitía que el espectador escuchara algo diferente a lo que percibía. Al final, solo se añadió un poco de narración al principio y cierre de la película. Además de esto, la buena relación entre ambos permitió que las aportaciones de varios productores quedaran descartadas para el momento en que iniciaron las filmaciones, lo que evitó que Sachar renunciara a conservar sus créditos en el filme a causa de muchas inconformidades con el guion. Sobre cuán fiel esta adaptación le es a la novela, el director afirmó: «Perdimos un par de cosas que estaban en el libro, pero también agregamos algunas otras. En general, Louis y yo quedamos muy contentos con el resultado».

### Preparación del reparto
En la novela, Stanley es un adolescente obeso que pierde una gran cantidad de peso a lo largo de sus labores reformatorias en el campamento Green Lake. Sachar insistió en que este aspecto prevaleciera en el filme, pero Davis había reparado en lo imposible que era encontrar a un joven que pudiera cambiar tanto durante un rodaje que además iba a llevarse a cabo sin seguir el orden secuencial del guion. Para dicho rol, el cineasta buscaba a alguien que poseyera una cierta «extravagancia» y cuyas cualidades fueran similares a las de «un joven Dustin Hoffman, Gene Wilder o Tom Hanks». Shia LaBeouf, de quince años en aquel momento, protagonizaba la serie Even Stevens cuando obtuvo este papel y no se unió al resto del reparto sino hasta el primer día de filmación, de modo que Holes le brindó su primer rol importante en el cine. Le comentó a Austin American-Statesman: «Al principio estaba comiendo Twinkies porque Stanley es obeso en el libro. Pero Louis dijo que se trata más de la actitud; era más importante que eso reluciera». Khleo Thomas, de trece, era relativamente desconocido antes de ser seleccionado como el coprotagónico Héctor Zeroni. Su audición para el personaje culminó con una «prueba de afinidad» junto a LaBeouf, para la cual el director les pidió improvisar sus diálogos sin apegarse demasiado al guion. La escena actuada fue aquella en la que Héctor recuerda a su madre mientras Stanley le enseña a leer. Tahj Mowry, Bow Wow y Romeo Miller fueron algunos de los chicos que intentaron quedarse con el mismo papel; sin embargo, «conseguimos a un Zero que Stanley pudiera cargar [hacia la cima de la montaña]», comentó Davis en alusión al pequeño Thomas.
El reparto que asumió al resto de los excavadores también quedó conformado por adolescentes desconocidos hasta aquel entonces. Tras el difícil proceso de escogerlos, Davis se declaró afortunado de haber encontrado chicos que reunían «las combinaciones de tamaños, formas y sabores» ideales para retratar a los jóvenes de la novela. Entre los adultos, Sigourney Weaver, Jon Voight, Patricia Arquette y otros ya eran figuras reconocidas en la escena hollywoodense. A diferencia de LaBeouf y Thomas, Weaver —quien encarnó a la alcaidesa Louise Walker— conocía la obra original de antemano y comentó: «Mi hija quedó encantada con este libro [...] Vino corriendo hacia mí y dijo: “¡Mami, debes interpretar a esta horrible persona!”», en referencia a la villana del relato. Sachar temía que Walker fuese representada como una «Cruella de Vil», pero ulteriormente elogió a la actriz por haberla hecho «un tanto patética, de modo que sintieras pena por ella», a la vez que «ruda y femenina». Por su parte, Voight tuvo que usar una barriga falsa, peluca y fingir un chueco caminar al asumir su papel, con el fin de menoscabar su imagen y lucir «ridículo». Sachar expresó: «Él ciertamente creó una diferencia entre el Mr. Sir de la pantalla y el Mr. Sir [escrito] en la página».
Seleccionar al reparto de adultos fue una tarea más sencilla, puesto que muchos actores se habían mostrado predispuestos a incluirse en el proyecto. Como detalle, Sachar dijo que alguna vez imaginó a Susan Sarandon como una buena opción para la alcaidesa, pero cuando Davis le preguntó sobre qué reparto tenía en mente, reconoció que esa no era su área de especialidad. Lo que sí hizo, al ver que Voight y Tim Blake Nelson querían saber cómo se conocieron sus personajes, fue escribir una historia de tres páginas que exploraba la época en que Mr. Sir dirigió una operación de tráfico clandestina en Albuquerque con Pendanski como ocasional falsificador de documentos. Este último, un sujeto «moralmente ambiguo» y un «timador», es llamado doctor en la película, mientras que en el libro siempre es referido como «señor Pendanski». El autor también ideó un relato subyacente al joven Sam con tal de brindarle un contexto más sólido al actor Dulé Hill, quien deseaba saber cómo el vendedor de cebollas había emigrado hasta el pueblo de Green Lake. Cabe notar que, si bien «muchos de los personajes se volvieron más completos» con sus nuevos trasfondos, ninguna de estas minihistorias forman parte de la novela o el guion de la película.
En Holes también actúa Nathan Davis —el padre del director— como el abuelo Stanley Yelnats II, quien existe únicamente en esta adaptación. Scott Plank interpretó a Trout Walker, el heredero al lago en una de las historias retrospectivas, lo que fue uno de sus últimos roles antes de morir en octubre de 2002; por ello, la película está dedicada a su memoria. Patricia Arquette actuó a Katherine «Kissin' Kate» Barlow y debió aprender a cabalgar para realizar ciertas escenas. Rick Fox, exjugador de Los Angeles Lakers, asumió al beisbolista Clyde «Sweet Feet» Livingston, mientras que Henry Winkler y Siobhan Fallon Hogan encarnaron a los preocupados padres de Stanley. Sachar también hizo un breve cameo como el señor Collingwood, a quien Sam le ofrece un producto hecho a base de cebollas que habría de ayudarle con su avanzada calvicie. A fin de prepararse a las demandas físicas de la filmación, los actores más jóvenes asistieron durante dos semanas a un campo de entrenamiento donde, entre otros ejercicios rigurosos, treparon sogas y pasaron una hora y media al día cavando hoyos. Thomas contó en 2003: «Todo el tiempo pensábamos: ¿Por qué necesitamos [hacer] esto? Luego llegabamos al desierto y lo entendíamos. Era demasiado caliente [con temperaturas ascendentes a 120 °F], solo podías estar en un agujero durante veinte minutos a la vez».
| Galería del reparto |
| --- |
| - Shia LaBeouf - Sigourney Weaver - Jon Voight - Tim Blake Nelson - Khleo Thomas - Patricia Arquette - Dulé Hill - Henry Winkler - Siobhan Fallon Hogan - Rick Fox |

### Rodaje

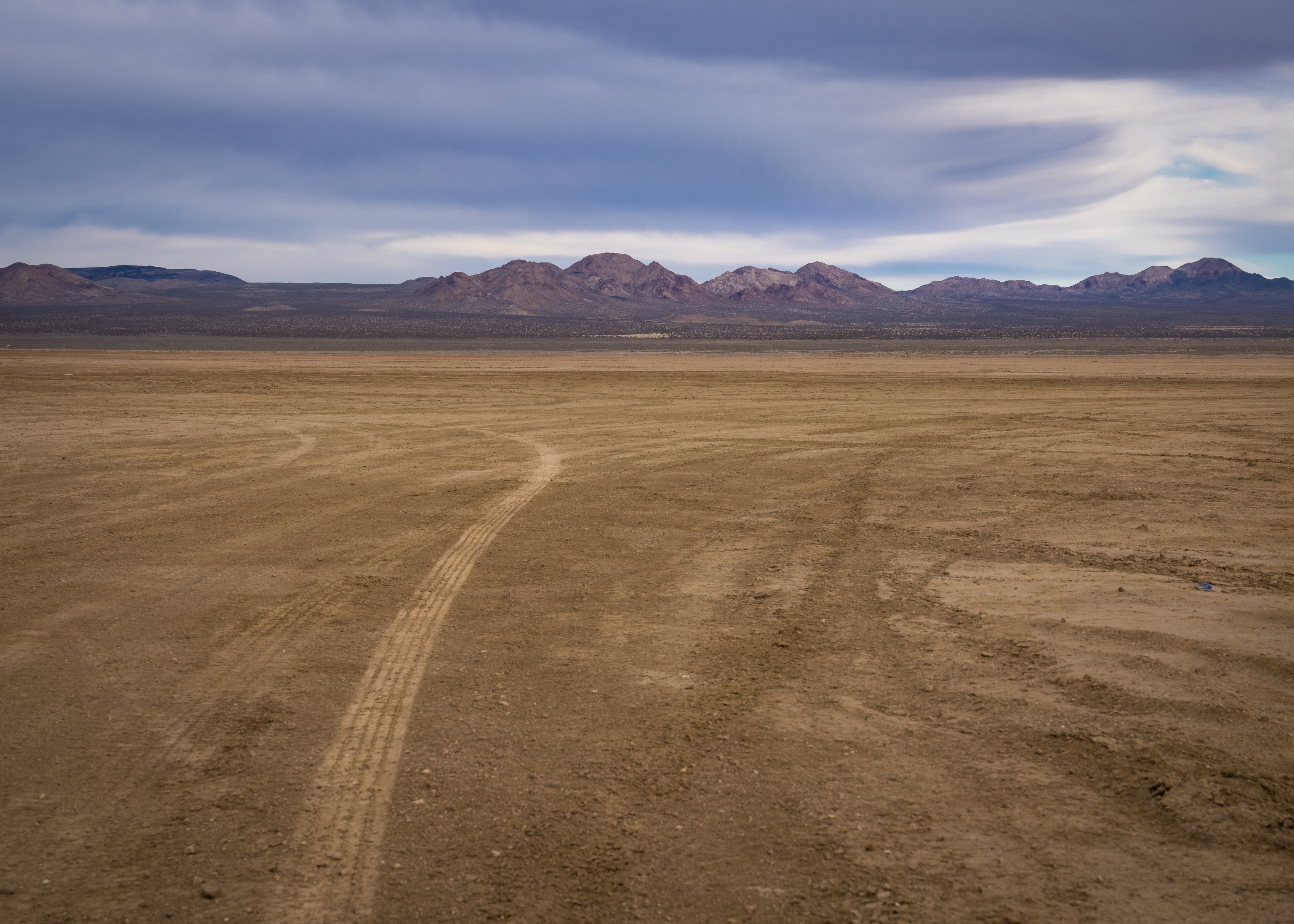
El lago seco de Cuddeback en el desierto de Mojave sirvió como una de las locaciones principales de Holes.

Con un presupuesto de 20 millones USD, el rodaje de Holes abarcó un período de diez semanas durante el verano de 2002 (concretamente, de abril a junio). Aunque una gran parte de la historia transcurre en Texas, los encargados de la producción debieron encontrar un lugar que no solo concordara con las descripciones atmosféricas del libro, sino que también estuviese cerca de un hotel que pudiera albergar al equipo completo. Bajo estas consideraciones se optó por filmar en el desierto de Mojave, específicamente en el área del lago seco de Cuddeback, en Ridgecrest (California). Esta locación, rodeada por la misma serie de montañas cercanas al lago Casitas, resultó ideal para que Davis fundiera un encuadre con otro al representar los saltos temporales que muestran cómo Green Lake pasó de ser una amplia laguna a un «páramo seco y llano». La imprevisibilidad climática del lugar quedó plasmada en las escenas donde pueden apreciarse remolinos de arena y espesas tormentas de polvo.
Más de cuatrocientos hoyos se excavaron en el desierto para simular las labores de los reclusos, mientras que con técnicas digitales se logró que una inmensa porción del terreno luciera como si hubiera diez mil perforaciones en el suelo, filmadas desde ángulos aéreos. Para crear la ilusión de que los chicos cavaban hasta cinco pies de profundidad a lo largo del día, el equipo se desplazaba hacia puntos concretos donde los hoyos se habían hecho más profundos a propósito, guiados por un mapa que señalaba cinco fases diferentes para una misma jornada. El supuesto campamento próximo al lugar de las excavaciones es en realidad el rancho Melody, situado en la avenida Oak Creek de la comunidad de Newhall, en Santa Clarita. También se le dio uso al rancho Golden Oak de The Walt Disney Company y al Parque Estatal Red Rock Canyon, ambos ubicados en el estado de California. El puente bajo el cual se ve a Stanley caminar en una de las escenas iniciales solía estar en la calle Anderson Street Overpass de Los Ángeles antes de su demolición. «El Pulgar de Dios», la cima de una montaña que cobra un importante significado en el clímax de la historia, se construyó específicamente para la película, mientras que un plató de grabación sirvió para crear el apartamento de la familia Yelnats y la sala del juzgado. Por otra parte, los frascos de «Sploosh» (melocotones especiados a la manera de la maestra de Katherine) contenían una mezcla de melaza y puré de manzana.
Cuando no cumplían las seis horas de filmación diarias, los seis chicos que personificaron a los excavadores recibían clases con maestros particulares dentro de distintos tráileres. Sachar acompañó al equipo durante todo el proceso de rodaje y, si bien se encargó de redactar el guion, no depositó grandes expectativas en el largometraje. Contó en entrevista para la BBC: «[Resultó] mucho mejor de lo que imaginaba. Cuando estaba en el set, la gente me decía que hay tres películas: la que escribes, la que filman y la que editan. Eso es muy cierto. Pensé que muchas de las cosas que vi filmar no estaban funcionando, pero cuando vi la cinta terminada, fueron maravillosas». Disney no se involucró en el proyecto hasta que el rodaje estaba casi finalizado. Su rol, de acuerdo con Sachar, tuvo mayor peso en la fase de edición y la distribución de la película. Antes estuvo Walden Media, compañía que se había interesado en una adaptación cinematográfica de Holes desde que recibió reportes positivos de maestros y estudiantes que habían leído la novela. También se contó con la aprobación del Departamento de Educación de los Estados Unidos para la escena en que Stanley le da clases de lectura a Zero.

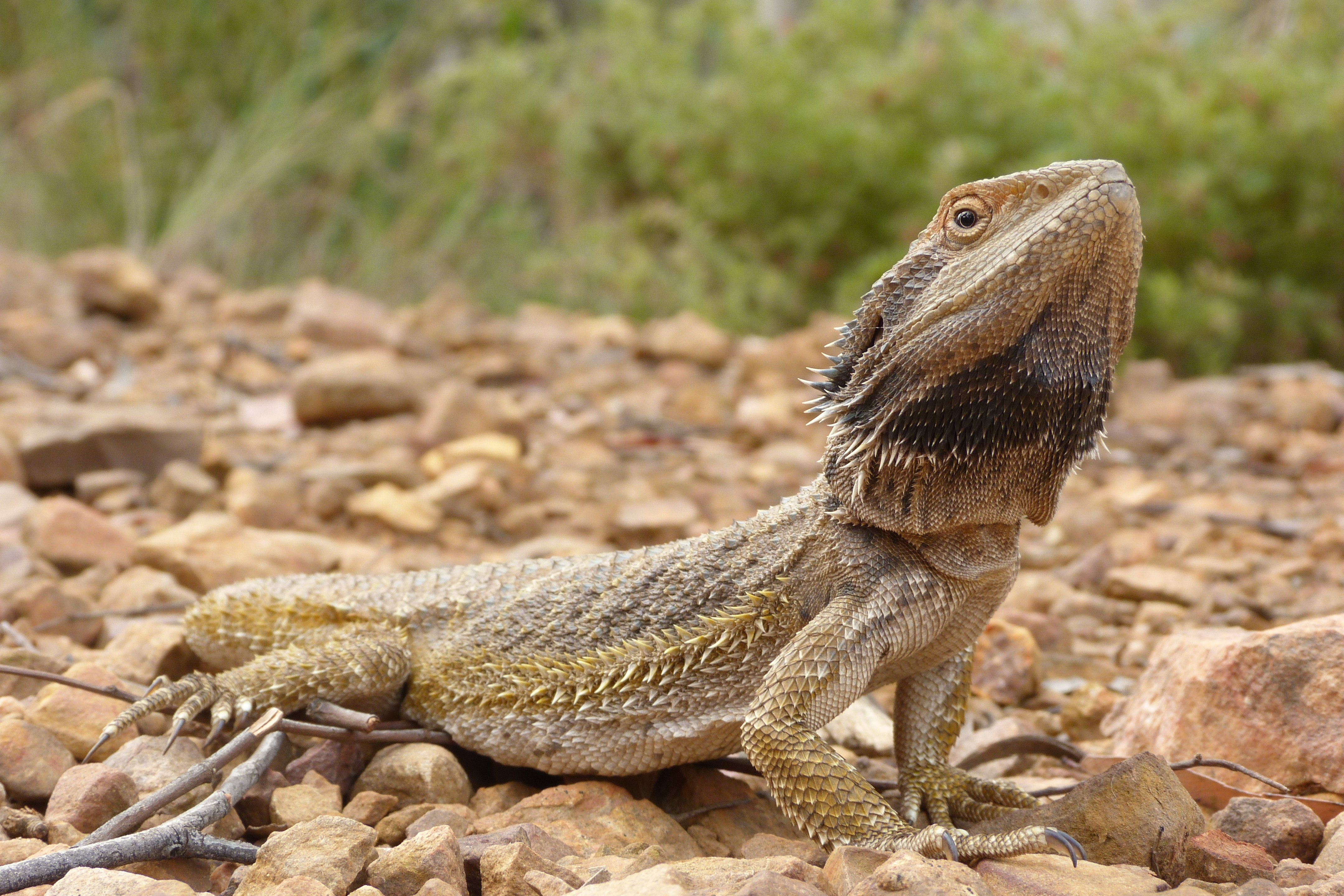
Catorce dragones barbudos orientales representaron a las lagartijas creadas por Louis Sachar.

En el argumento de Holes también influyen las lagartijas de manchas amarillas que abundan alrededor del campamento Green Lake. Dado que estas no existen en el mundo real, en la película están representadas por un agámido australiano conocido como dragón barbudo oriental o Pogona barbata, que, a diferencia del reptil ficticio, es sumamente dócil y no segrega ningún veneno. También difiere de la piel verduzca, párpados rojos, dientes negros y lengua blanca de sus contrapartes creadas por Sachar, y las motas características se le pintaron en la espalda con un tipo de pigmento amigable para su piel. Cuatro de ellos, de un total de catorce, sirvieron activamente para la filmación, mientras que el resto fue útil para la creación del ambiente. Varias escenas requirieron que estos animales fuesen recreados digitalmente para hacer que el modelo computarizado actuase de manera amenazante —labor que recayó en el equipo de Flash Film Works, especialistas en imágenes generadas por ordenador—, lo que en sí representa un 10 % de la presencia de las lagartijas en el metraje, de acuerdo con Davis. Matizó él: «No me gusta hacer películas que tienen un montón de efectos especiales, porque estos de algún modo te dictan cómo se está haciendo el filme más que el director».
A través de su portal web, la Sociedad Humana de los Estados Unidos certifica que ningún animal resultó lastimado durante la realización de Holes. En esta filmación se utilizaron caballos entrenados que fueron montados por dobles de riesgo en la medida de lo necesario, dado que se les tuvo que filmar muy cerca de antorchas y lugares prendidos en fuego. En las secuencias ambientadas en la antigua Letonia hay cerdos que son cargados en hombros o moran alrededor, ya sea libres o dentro de un corral; asimismo, algunos pollos y vacas pueden apreciarse en el fondo mientras Madame Zeroni le advierte a Elya Yelnats sobre la maldición que está por caerle. En una escena del campamento, sobre la cama de Stanley hay un escorpión con el aguijón levantado, lo que se consiguió al provocarlo ligeramente con el extremo de una paja. Un burro ejerció el papel de Mary Lou, la amada mula de Sam que le ayuda a transportar sus cargamentos; se utilizó un asno falso para el cuadro en que esta yace muerta en el suelo. Por último, hubo una serpiente de cascabel que los especialistas manejaron con extrema precaución al tener que filmarla alrededor de los actores; cuando uno de los personajes se ve a solo centímetros del animal, se trata en realidad de un doble.

### Características técnicas
Holes dura 117 minutos y su imagen —procedente de un rollo fotográfico de 35 milímetros— tiene un ancho panorámico con relación de aspecto de 1.85:1. Las escenas se presentan en Technicolor, salvo en algunas secuencias del Viejo Oeste que están desteñidas, mientras que la mezcla de audio implementa los sistemas multicanal DTS y SDDS con tecnología de compresión Dolby Digital. Algunas de estas especificaciones se verán alteradas dependiendo de qué edición se trate (al respecto, vea también la sección Formato doméstico).

## Música

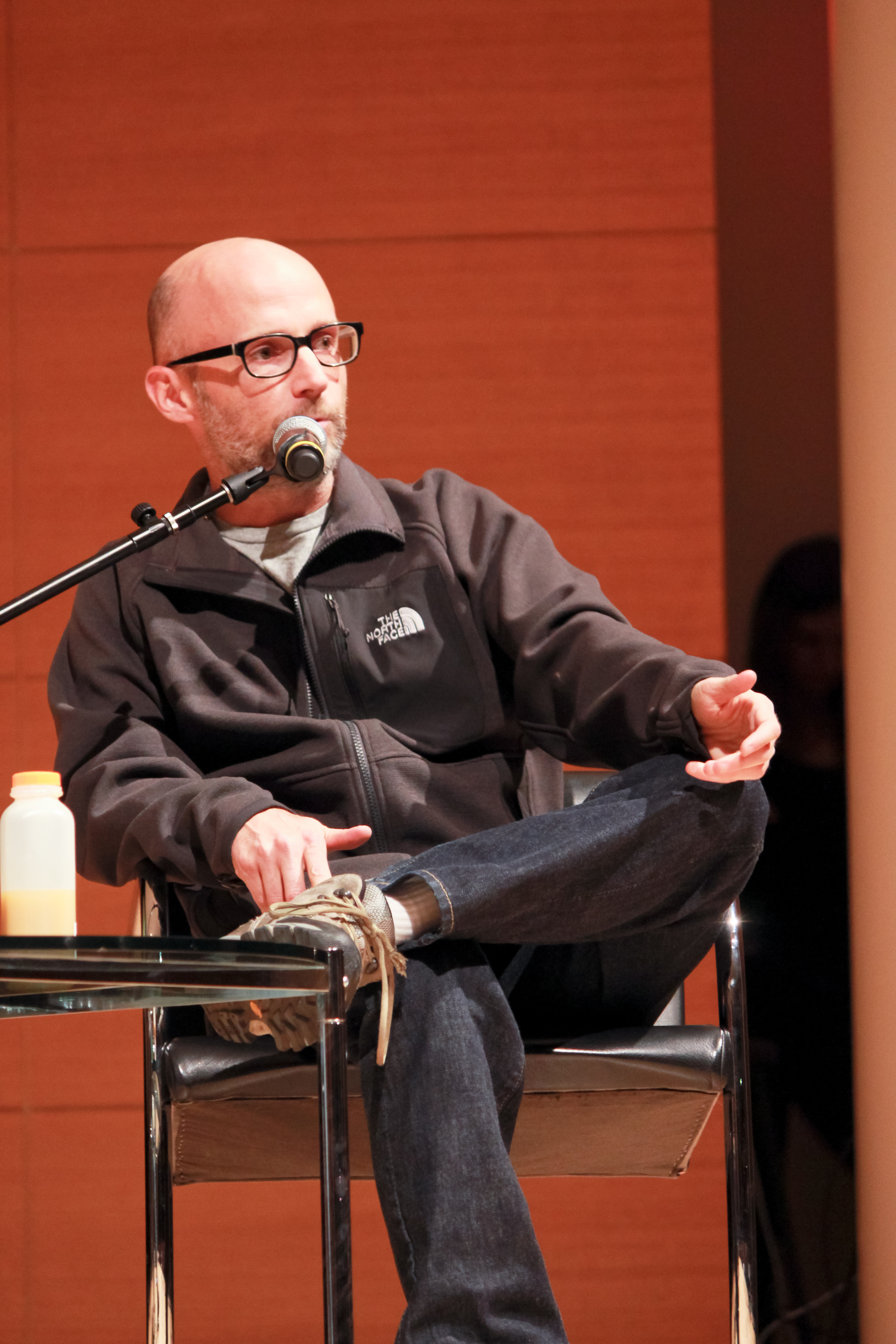
El músico y cantante Moby figura en la banda sonora de Holes con el tema «Honey».

El director Andrew Davis plasmó sus gustos musicales más «eclécticos» en la banda sonora de la película con la ayuda del productor de cine Lowell Blank. Las composiciones, de géneros como hip hop, rock, góspel y blues, funcionan como potenciador de las emociones que transmite la historia. Por ejemplo, la cantante de country Stephanie Bentley proporcionó el tema «I Will Survive», que acompaña la travesía de Kissin' Kate Barlow y contiene frases como «I will survive, I will endure» («Sobreviviré, soportaré»). Una de las primeras elecciones de Davis, «Let's Make a Better World» de Dr. John, data del año 1974 y abre los créditos finales de la película. «If Only» —también llamada «La nana del cerdo»— incorpora versos escritos por Louis Sachar y cantados por el vocalista de Fiction Plane, Joe Sumner. A su vez, Shia LaBeouf, Khleo Thomas, Max Kasch y Brenden Jefferson coescribieron la canción «Dig It» con la ayuda del rapero Doug E. Fresh y la grabaron con el resto de sus compañeros más jóvenes como el grupo D-Tent Boys. Este tema, surgido durante los momentos que los chicos compartían detrás de escena, gozó de una amplia difusión en Radio Disney y Disney Channel.
El disco Holes: Original Soundtrack salió al mercado el 15 de abril de 2003 con quince de los temas que acompañan a la película. Al mes siguiente fue el vigésimo álbum más comprado en línea según la revista Billboard, mientras que The Hollywood Reporter afirmó que más de 100 000 copias se habían vendido hasta agosto de ese año. Billboard también lo listó como vigésimo quinto entre las bandas sonoras más vendidas de todo 2003. Artistas solistas y grupos como Shaggy, Moby, Keb' Mo' y North Mississippi Allstars contribuyeron a él con composiciones pertenecientes a sus propios proyectos discográficos, aunque esta fue la primera vez que algunas de ellas estuvieron disponibles para el público —como fue el caso de «Mighty Fine Blues» y «Eyes Down», de la banda Eels—. Algunos de los temas que figuran en la película, pero no en este compilatorio, son «El rosalito» de Santiago Jiménez Jr, «Sometimes» de Bessie Jones y «He's a Mighty Good Leader» de Beck.
Joel McNeely compuso los temas orquestales que se oyen a lo largo de Holes. Según él, la razón de que Walt Disney Records prescindiera de publicar su material en algún formato reside en que, al menos en 2003, la compañía aplicaba la política de no sacar al mercado dos productos muy similares —es decir, la música de McNeely y la banda sonora mencionada anteriormente— con tal de no confundir a sus consumidores. Contó además que cuando se contempló editar sus temas en un disco a la par que el DVD de Holes, el primer álbum todavía se vendía bien y no dio oportunidad para ello. Dada su imposibilidad de publicar el material por cuenta propia, McNeely bromeó al decir que su trabajo en la película era uno de los «puntos dolorosos» en su carrera, junto con otras de sus composiciones que han permanecido inéditas a lo largo del tiempo.
A continuación, se enlistan las canciones incluidas en el disco y los temas compuestos por McNeely:
| Holes: Original Soundtrack |                                | |                                  |          |  |
| N.º                        | Título                         | Escritor(es)                                                                                                  | Intérpretes                      | Duración |  |
| 1.                         | «Dig It»                       | Michael Fitzpatrick, Doug E. Fresh, Brenden Jefferson, Max Kasch, Khleo Thomas, Shia LaBeouf, Mickey Petralia | D-Tent Boys                      | 03:47    |  |
| 2.                         | «Keep'n It Real»               | Orville Burrell, Ricardo, «RikRok» Ducent, Gordon Dukes                                                       | Shaggy                           | 03:58    |  |
| 3.                         | «Mighty Fine Blues»            | Mark Oliver Everett                                                                                           | Eels                             | 03:25    |  |
| 4.                         | «Honey»                        | Moby | Moby                             | 03:30    |  |
| 5.                         | «I'm Gonna Be a Wheel Someday» | Dave Bartholomew, Fats Domino, Roy Hayes                                                                      | Teresa James & the Rhythm Tramps | 03:07    |  |
| 6.                         | «Just Like You»                | Keb' Mo', John Lewis Parker                                                                                   | Keb' Mo'                         | 03:27    |  |
| 7.                         | «Everybody Pass Me By»         | Jari Salo | Pepe Deluxe                      | 04:00    |  |
| 8.                         | «I Will Survive»               | Nancy Lee Baxter, Stephanie Bentley, George Teren                                                             | Stephanie Bentley                | 03:57    |  |
| 9.                         | «Shake 'Em on Down»            | Mississippi Fred McDowell                                                                                     | North Mississippi Allstars       | 04:09    |  |
| 10.                        | «Don't Give Up»                | Eagle-Eye Cherry                                                                                              | Eagle-Eye Cherry                 | 04:20    |  |
| 11.                        | «Happy Dayz»                   | Chris «Hambone» Cameron                                                                                       | Devin Thompson                   | 04:46    |  |
| 12.                        | «Let's Make a Better World»    | Earl King | Dr. John                         | 02:52    |  |
| 13.                        | «If Only»                      | Louis Sachar, Seton Daunt, Joe Sumner                                                                         | Fiction Plane                    | 03:53    |  |
| 14.                        | «Eyes Down»                    | Mark Oliver Everett                                                                                           | Eels                             | 03:31    |  |
| 15.                        | «Down to the Valley»           | Skip McDonald                                                                                                 | Little Axe                       | 05:32    |  |
| 58:14                      |                                | |                                  |          |  |

| Score de Joel McNeely |                            |          |  |
| N.º                   | Título                     | Duración |  |
| 1.                    | «Fate Strikes»             | 01:15    |  |
| 2.                    | «Dirty, Stinging...»       | 01:26    |  |
| 3.                    | «Madame Zeroni»            | 01:37    |  |
| 4.                    | «Green Lake»               | 02:12    |  |
| 5.                    | «First Love»               | 02:26    |  |
| 6.                    | «Zero Runs»                | 00:56    |  |
| 7.                    | «Stanley Steals the Truck» | 00:51    |  |
| 8.                    | «Stranded in the Desert»   | 01:53    |  |
| 9.                    | «Climbing God's Thumb»     | 03:43    |  |
| 10.                   | «Rain!»                    | 02:13    |  |
| 11.                   | «Zero's Mom»               | 01:23    |  |
| 09:55                 |                            |          |  |

## Promoción
En el tráiler promocional de Holes se menciona el campamento Green Lake y los excavadores aparecen vestidos con overoles anarajados similares a los de un presidiario. Sin embargo, de acuerdo con los medios Austin Chronicle e Insider, Disney optó por no mencionar que los chicos están en un reformatorio juvenil para no causar impresiones que pudiesen disuadir a los padres de llevar a sus hijos al cine. El póster promocional mostraba a Stanley y sus compañeros de la carpa D mirando con sorpresa dentro de un hoyo, con la leyenda «Algunos secretos son demasiado grandes para mantenerlos escondidos. La aventura comienza ahí abajo», acompañada por la fecha de estreno original (18 de abril de 2003) y otros detalles sobre el reparto y las compañías productoras. Un diseño similar se utilizó para los lanzamientos en DVD y VHS.
Andrew Davis y Louis Sachar realizaron una gira promocional de diez días para presentar Holes ante más de quince mil educadores en proyecciones privadas que solían concluir con rondas de preguntas y respuestas. Se diseñó una guía para que en las escuelas se impartieran clases basadas en la película, en áreas como lenguaje visual, ciencias sociales, artes y tecnología. Llamada La guía para educadores de Holes (o Holes Educator's Guide), se ofrecía de manera gratuita para maestros y bibliotecarios a través del micrositio oficial de la película en disney.go.com. Incluía además ejercicios que motivaban a los estudiantes a redactar una reseña del largometraje o compararlo con la obra original de Sachar, así como información sobre figuras históricas del Viejo Oeste, reptiles y anfibios, la conservación del agua y otros contenidos. Todo esto se apegaba al programa educativo de Walden Media, compañía caracterizada por adaptar obras literarias que como largometrajes también pudieran «generar entusiasmo dentro del salón de clases». Parte del mismo plan fue el Taller de escritura de Holes (o Holes Writing Workshop), un evento virtual en el que estudiantes de más de treinta ciudades de Estados Unidos fueron alentados a expandir el trasfondo de los excavadores de la carpa D con sus recién adquiridas habilidades de escritura. Sachar seleccionó seis ganadores de entre más de cuatrocientos envíos y esos trabajos destacados se publicaron a través del sitio web oficial de Walden. Un mes antes del estreno de la película, el autor y la editorial Random House publicaron un libro de bolsillo titulado Stanley Yelnats' Survival Guide to Camp Green Lake, que, con noventa y seis páginas, sirve como una «biblia sobre el desierto de Texas» en la que el joven protagonista de Holes brinda consejos de supervivencia a aquellos que recién son condenados al campamento correccional de la historia.

## Estreno y recaudación
La cinta debutó en 2331 salas de cine en Estados Unidos el 18 de abril de 2003, solo ocho días después de su preestreno en el teatro El Capitán de Los Ángeles, al que asistieron una gran parte de las personas involucradas en la producción. Con clasificación PG de la Motion Picture Association —que sugiere la supervisión parental por elementos de «violencia y lenguaje moderado»—, Holes recaudó 16 millones USD durante su primera semana de exhibición, situada solo detrás de Anger Management en la lista de las películas más taquilleras de ese período. A inicios de mayo, su cantidad de ingresos disminuyó en un 48 % debido a los estrenos de X-Men 2 y The Lizzie McGuire Movie, producciones que captaron la atención de una parte importante del público. Semanalmente, su rango de desempeño decreció hasta que en su décima octava semana de exhibición ocupaba el septuagésimo cuarto puesto en la taquilla nacional; solo al final de julio había experimentado un incremento de 110 % para pasar de la casilla veinte a la dieciocho.
Con su llegada a mercados como el de México, Alemania, Italia, España y Reino Unido, elevó su número de ingresos internacionales a 4 millones USD (un 5.6 % de la recaudación completa). En este último país debutó en el puesto siete el 24 de octubre de 2003, con una suma de 275 884 euros. Con todo, Holes superó la inversión de 20 millones USD con una recaudación total de 71 406 573 USD —sin tener en cuenta los reajustes por inflación—, lo que en términos generales se traduce en un moderado éxito financiero. Ocupa el septuagésimo tercer puesto entre las películas con mayores beneficios en la taquilla mundial de 2003, según el sitio web Box Office Mojo.
| País                       | Estreno                                                       | Ref.    |
| -------------------------- | ------------------------------------------------------------- | ------- |
| Estados Unidos             | 11 de abril de 2003 (preestreno en Los Ángeles)               | [ 124 ] |
| Estados Unidos Canadá      | 18 de abril de 2003                                           | [ 124 ] |
| Brasil                     | 23 de mayo de 2003                                            | [ 124 ] |
| Israel                     | 19 de junio de 2003                                           | [ 124 ] |
| Filipinas                  | 6 de agosto de 2003 (Manila) 10 de septiembre de 2003 (Dávao) | [ 124 ] |
| Grecia Turquía             | 22 de agosto de 2003                                          | [ 124 ] |
| México                     | 8 de agosto de 2003                                           | [ 122 ] |
| Rusia                      | 21 de agosto de 2003                                          | [ 122 ] |
| Portugal                   | 26 de agosto de 2003                                          | [ 124 ] |
| Islandia                   | 10 de octubre de 2003                                         | [ 124 ] |
| Reino Unido Irlanda Panamá | 24 de octubre de 2003                                         | [ 124 ] |

| País                             | Estreno                                                             | Ref.    |
| -------------------------------- | ------------------------------------------------------------------- | ------- |
| Australia Alemania Nueva Zelanda | 30 de octubre de 2003                                               | [ 124 ] |
| España                           | 14 de noviembre de 2003                                             | [ 122 ] |
| Baréin                           | 10 de diciembre de 2003                                             | [ 124 ] |
| Nueva Caledonia                  | 17 de diciembre de 2003                                             | [ 124 ] |
| Costa Rica                       | 16 de enero de 2004                                                 | [ 125 ] |
| Argentina                        | 11 de febrero de 2004                                               | [ 124 ] |
| Bélgica                          | 18 de febrero de 2004                                               | [ 124 ] |
| Kuwait                           | 2 de marzo de 2004                                                  | [ 124 ] |
| Egipto                           | 3 de diciembre de 2004 (Festival Internacional de Cine de El Cairo) | [ 124 ] |
| Japón                            | 28 de julio de 2007                                                 | [ 124 ] |

| País                       | Estreno                                                       | Ref.    |
| -------------------------- | ------------------------------------------------------------- | ------- |
| Estados Unidos             | 11 de abril de 2003 (preestreno en Los Ángeles)               | [ 124 ] |
| Estados Unidos Canadá      | 18 de abril de 2003                                           | [ 124 ] |
| Brasil                     | 23 de mayo de 2003                                            | [ 124 ] |
| Israel                     | 19 de junio de 2003                                           | [ 124 ] |
| Filipinas                  | 6 de agosto de 2003 (Manila) 10 de septiembre de 2003 (Dávao) | [ 124 ] |
| Grecia Turquía             | 22 de agosto de 2003                                          | [ 124 ] |
| México                     | 8 de agosto de 2003                                           | [ 122 ] |
| Rusia                      | 21 de agosto de 2003                                          | [ 122 ] |
| Portugal                   | 26 de agosto de 2003                                          | [ 124 ] |
| Islandia                   | 10 de octubre de 2003                                         | [ 124 ] |
| Reino Unido Irlanda Panamá | 24 de octubre de 2003                                         | [ 124 ] |

| País                             | Estreno                                                             | Ref.    |
| -------------------------------- | ------------------------------------------------------------------- | ------- |
| Australia Alemania Nueva Zelanda | 30 de octubre de 2003                                               | [ 124 ] |
| España                           | 14 de noviembre de 2003                                             | [ 122 ] |
| Baréin                           | 10 de diciembre de 2003                                             | [ 124 ] |
| Nueva Caledonia                  | 17 de diciembre de 2003                                             | [ 124 ] |
| Costa Rica                       | 16 de enero de 2004                                                 | [ 125 ] |
| Argentina                        | 11 de febrero de 2004                                               | [ 124 ] |
| Bélgica                          | 18 de febrero de 2004                                               | [ 124 ] |
| Kuwait                           | 2 de marzo de 2004                                                  | [ 124 ] |
| Egipto                           | 3 de diciembre de 2004 (Festival Internacional de Cine de El Cairo) | [ 124 ] |
| Japón                            | 28 de julio de 2007                                                 | [ 124 ] |

## Crítica

### En inglés
En Rotten Tomatoes, un recopilador de reseñas en línea, Holes ostenta un 78 % de aprobación y un certificado de «frescura» por haber logrado tal nivel de aceptación con base en 139 opiniones especializadas. El veredicto editorial del sitio afirma que se trata de un largometraje «fiel a su fuente literaria» que provee «entretenimiento familiar imaginativo e inteligente». En Metacritic, que implementa un sistema de valoración similar, tiene una calificación de setenta y uno sobre cien, lo que indica «críticas generalmente favorables», de las que veintiuna son positivas y siete son mixtas. También figuró entre los filmes notables de 2003 según Bob Mondello de la emisora NPR. Time Out y Entertainment Weekly la han incluido en sus listados sobre las mejores adaptaciones cinematográficas de libros infantiles, e Insider la nombró una de las cuarenta y cinco películas para niños «que cada adulto debe mirar en su vida».
El crítico de cine Roger Ebert del diario Chicago Sun-Times se mostró sorprendido luego de verla: «Entré [a la sala de cine] esperando una película para treceañeros y salí sintiéndome desafiado y satisfecho». Elogió el «fuerte sentido visual» del director Andrew Davis, al igual que el aire «noble, solitario y polvoriento» de tomas que sumergen al espectador «en un interminable desierto» y producen «una sensación épica [que le añade] peso a la historia». Al final de su reseña, mencionó que Holes le resultó «mucho más adulta y sofisticada» que su contrincante en taquilla, Anger Management. Mick LaSalle de San Francisco Chronicle destacó que el filme carece de una «moraleja obvia» por asumir «que los niños pueden someterse a una narrativa bastante complicada y sacar sus propias conclusiones», lo que para él constituye un trabajo «superior y reflexivo» que «no se degenera en tonterías», aun con «los típicos chistes de película infantil sobre pies hediondos y flatulencias». En The Village Voice, Ed Park afirmó que Holes «rebosa de florituras narrativas y lecciones de vida» que incluso los adultos pueden apreciar, mientras que James Berardinelli, a través del portal ReelViews, la expuso como «brillante, extraña, impredecible y desafía las fórmulas que típicamente definen a este tipo de largometrajes».
Spence D. de IGN Movies la calificó con cuatro estrellas de cinco y, aunque opinó que algunos puntos de la trama rayan en lo «sensiblero», se sintió satisfecho con las actuaciones y concluyó que esto era «fácilmente lo mejor que [Disney] ha ofrecido en años» en lo que a películas familiares se refiere. Kelly Borgeson de Premiere Magazine afirmó que en Holes «hay mucho que admirar» y loó a la «perfecta» plantilla de actores, aunque sintió que, con la resolución de los misterios, la cinta «termina sacrificando parte de su inteligencia» y cualidad «poco mundana» por un final del tipo «felices para siempre». Peter Bradshaw del periódico británico The Guardian destacó a los cabecillas del campamento (encarnados por Sigourney Weaver, Jon Voight y Tim Blake Nelson), pues «cuando ellos no están en pantalla, la gran aventura de Stanley se ve debilitada».
Kimberley Jones de The Austin Chronicle resaltó que la película es «casi una traducción literal del libro», lo que quizás satisfaga a los fanes de la obra original por encima de los que recién se introducen al concepto. Por otra parte, lamentó que las historias del pasado fuesen tratadas con «distante reverencia», mientras que las escenas del presente «capturan mejor el encanto atrevido de la novela», o que la evolución física de Stanley tampoco se haya retratado «por razones prácticas». Jeff Vice de Deseret News también habló en consideración del material impreso y sostuvo que la película posee lo necesario para gustarle a quienes aún no lo han leído. Para él, los mensajes principales de esta adaptación tienen que ver con aceptar a los forasteros y los frutos que rinde el trabajo arduo. Matizó que, aunque «Holes no es una película perfecta [...] no se puede negar cuán estupendas son las interpretaciones del reparto, especialmente la de Shia LaBeouf». En su reseña para Entertainment Weekly, Lisa Schwarzbaum se mostró complacida por cuán fiel el metraje le es al trabajo literario, incluso más por la inclusión de lagartijas manchadas y alternancias entre pasado y presente. Para ella, el mérito de esta adaptación también proviene de visuales «naturalmente atractivos» y la «intimidad» con que se aborda la historia.
Entre las opiniones negativas se encuentra la de Garth Franklin del portal Dark Horizons, quien aseguró que la cinta «desafía su categorización» con escenas «que se sienten demasiado adultas», consideradas al margen de algunos momentos «dulces» entre los excavadores. Opinión similar tuvo William Arnold de Seattle Post-Intelligencer: «La película se concentra tanto en la crueldad incesante sufrida por el joven héroe que envía un mensaje morboso. Todo termina felizmente, por supuesto, pero no sin antes pintar una visión tan fea del mundo que su clasificación PG parece altamente cuestionable».
Todavía menos entusiasta fue la reseña de Doris Toumarkine en la revista Film Journal International, pues describió a Holes como «carente de ingenio y encanto, deprimente como el ambiente del desierto mismo e inexcusablemente descuidada en sus intentos de fusionar dos facetas retrospectivas dentro de su zonza historia principal». David Germain, un miembro de Associated Press, tachó al final de «sentimentalista» y «decepcionantemente simple», mientras que Todd McCarthy, de Variety, aseveró que la narrativa «carece de una dinámica y sentido del ritmo». E! Online criticó: «Hay demasiada violencia y crueldad aquí para los más jóvenes, y los lectores del libro seguro estarán decepcionados». Adam Nayman del periódico Eye Weekly opinó que, entre «tantos personajes compitiendo por nuestro cariño», solo Kissin' Kate Barlow (Patricia Arquette) consigue generar empatía, y que «Davis no logra encontrar un tono consistente para esta larga historia».
En cambio, Kenneth Turan de Los Angeles Times aseguró que Holes «al final es exitosa por las razones más anticuadas: posee una historia envolvente y aventurosa que contar y todos los recursos para hacerlo correctamente». Su examen incluso afirma que son los adultos quienes están «especialmente hambrientos por este tipo de contenido». Emma Cochrane de la revista Empire percibió una ambientación «convincente [...] magnífica y sin lustre»: «[El filme] corre desde el exuberante verdor de Letonia hasta el campamento Green Lake marcado con cicatrices», añadió. Para Andrew Lai, crítico de Orlando Sentinel, «el encanto de Holes» proviene de su complejidad, que reside en «no menos de tres historias concurrentes». Afirmó también que «Davis preserva los elementos más escandalosos del libro y mantiene el realismo suficiente para evitar que la película se degrade en puras tonterías». Moira MacDonald de The Seattle Times advirtió sobre la crudeza de algunas escenas —en particular, la muerte de Sam (Dulé Hill)—, pero a grandes rasgos caracterizó a Holes como una «refrescante excepción entre la mayoría de películas infantiles», cuyo tono «oscuro» es lo más adecuado para «los incontables niños que han leído el libro de Louis Sachar».

### En español

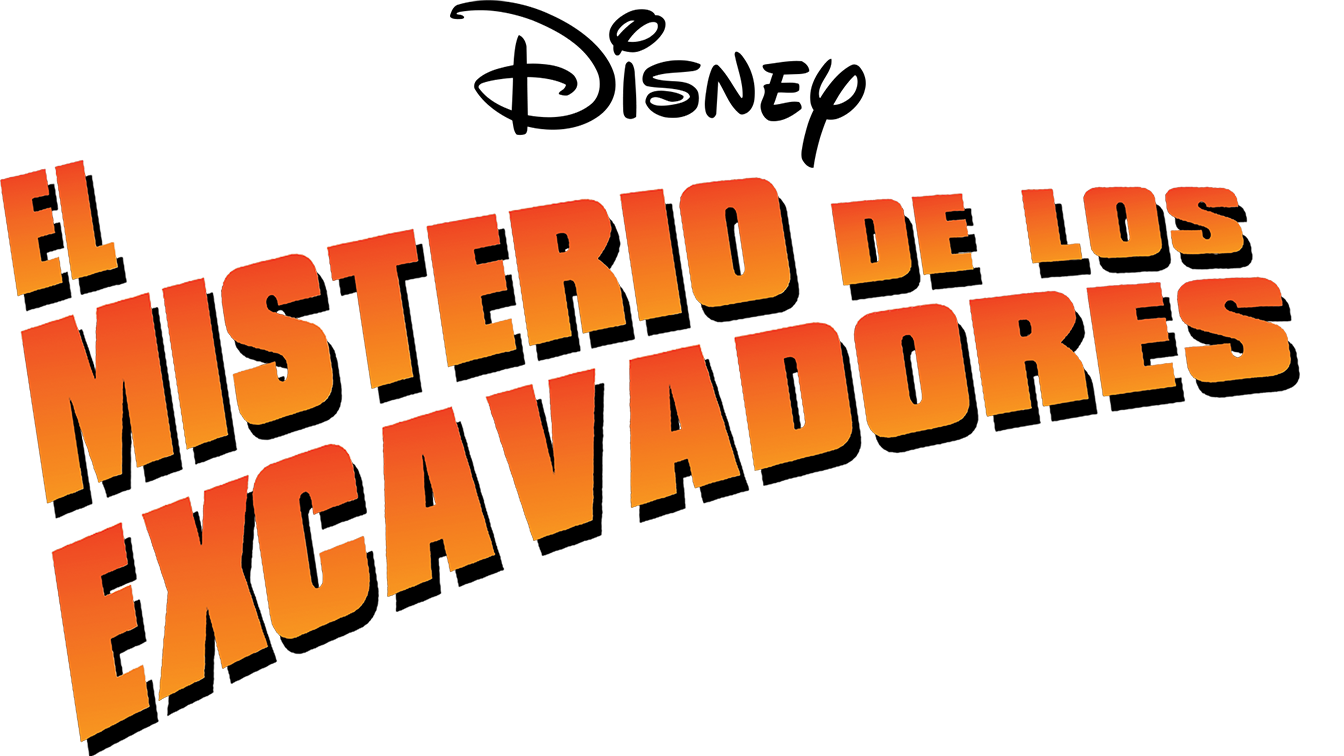
En Hispanoamérica, el filme fue distribuido con el título El misterio de los excavadores.

En el medio español FilaSiete, Fernando Gil-Delgado describió a Holes (o La maldición de los hoyos) como «una historia diferente y, en buena medida, única [... que exhibe] un extenso tratamiento de los temas y los personajes que pueblan su historia». Elogió a Davis por haber balanceado la comedia con el realismo mágico, y sobre el reparto expresó: «El grupo de jóvenes, émulos de los “chicos perdidos” de Peter Pan, es un poema, particularmente la pareja Stanley-Zero». Joaquín R. Fernandes del portal de cine La Butaca exaltó lo que, en resumen, es «un variopinto conjunto de temáticas que no solo resultan adecuadas para el público menor de edad, sino que también interesarán a sus padres». El periódico dominicano El Hoy emitió: «De argumento aparentemente complejo, toca temas escabrosos y difíciles, como el suicidio, el honor, el racismo y la justicia. Y además de eso, logra transmitir un válido mensaje moral sin que parezca una doctrina escolar».
Un redactor de La Prensa de Panamá aseguró que los avances publicitarios no le hacían justicia a la película, sorprendido de cuán «inteligente» esta le resultó en detalle, incluso la exaltó como el mejor trabajo de Andrew Davis hasta aquella fecha. Pablo del Moral, editor del portal Cinencanto, le imputó «fuertes fallas» al ritmo del metraje y la unión de diferentes flashbacks: «Tantas interrupciones de la historia fracturan la narrativa y crean un tono flojo y confuso. Y con cerca de dos horas de duración, las escenas dramáticas del final fueron (en mi caso) acentuadas por frecuentes miradas al reloj». Aunque no le resultó «tan buena como hubiera querido», aseguró que «la calidad de la producción y la complejidad del guion resultan una agradable sorpresa, tomando en cuenta que el estudio Disney está detrás de la cinta». Al final de su reseña argumentó que El misterio de los excavadores —el título de Holes en Hispanoamérica— era una buena alternativa ante las «burdas y vacías cintas juveniles que plagan la temporada veraniega».
En el diario mexicano El Norte, Justo Elorduy escribió: «Estamos hablando del clásico cuento donde los adultos son tontos y los jóvenes son los héroes de la cinta»; no obstante, destacó la película por estar «muy bien pensada» en lugar de ser «una comedia tonta o simplona». Menos complacida, Diana Gonzáles expresó en el mismo medio: «El misterio de los excavadores es más bien mediocre, pues al no definir o al menos armonizar los distintos aspectos mágicos, melodramáticos e incluso meramente caricaturescos del guion, el exceso de crueldad realista de la historia pierde su potente contenido y resulta simplemente ilógica». Por su parte, Ernesto Diezmartínez del periódico Mural afirmó: «El filme está libre de la típica melcocha disneyana  [sic] y toca temas no muy comunes en el cine juvenil —las consecuencias del racismo [o] la violencia en la raíz del sueño americano—». A esto le sumó que «El Misterio de los Excavadores humaniza incluso a la más viciosa de sus villanas», lo que para él significa otro logro del largometraje.

## Formato doméstico
Buena Vista Home Entertainment distribuyó Holes en el mercado doméstico desde el 23 de septiembre de 2003. El VHS figuró entre las diez videocintas más vendidas según la revista Billboard y contiene los 117 minutos de metraje con sonido Dolby Digital y pista multicanal DTS.  Las ediciones en DVD comprenden una en formato de pantalla cuadrada (fullscreen) y otra en panorámico (widescreen), ambas con audio Dolby Digital 5.1. Contienen seis escenas eliminadas, el vídeo musical de «Dig It» y dos minidocumentales sobre la realización de la película: Digging the First Hole —acerca de cómo el libro transicionó a la gran pantalla— y Boys of D-Tent —con información relativa al proceso de casting—. También contiene una pista de audio con comentarios del director Andrew Davis y el autor Louis Sachar, y otra con los actores Shia LaBeouf, Khleo Thomas, Jake M. Smith y Max Kasch. Con 3.11 millones de unidades vendidas, ambas ediciones sumaron ganancias de 56.2 millones USD para Buena Vista, convirtiéndose en dos de los lanzamientos en DVD y VHS más exitosos de 2003.
La edición en Blu-ray fue un lanzamiento exclusivo por suscripción al Disney Movie Club y coincidió con el décimo quinto aniversario de la película, conmemorado en 2018. La imagen se presentó por primera vez en alta definición de 1080 píxeles con el formato de pantalla panorámica, mientras que el códec de audio tenía la pista multicanal con el sistema DTS-HD. Su empaquetado también era distinto a las ediciones previas, pues mostraba a los excavadores dentro de hoyos en lugar de la variación del póster que acompañó a la promoción en cines. Sumado a todo esto, Holes ha estado disponible en plataformas digitales como iTunes, Amazon Prime, Google Play y Disney+.

## Premios y nominaciones
| Año  | Premio                                     | Categoría                                                         | Nominados                                     | Resultado | Ref.            |
| ---- | ------------------------------------------ | ----------------------------------------------------------------- | --------------------------------------------- | --------- | --------------- |
| 2002 | California On Location Award (COLA)        | Compañía productora del año – Largometrajes                       | Green Lake Productions                        | Ganó      | [ 13 ] [ 162 ]  |
| 2003 | California On Location Award (COLA)        | Profesional de locación del año – Largometrajes                   | Mark Benton Johnson (compartido con S.W.A.T.) | Ganó      | [ 13 ] [ 162 ]  |
| 2003 | Artios                                     | Mejor selección de reparto para un largometraje – Comedia         | Amanda Mackey Johnson y Cathy Sandrich        | Nominadas | [ 163 ]         |
| 2004 | Critics Choice Award                       | Mejor película familiar – Acción en vivo                          | Holes                                         | Nominada  | [ 164 ]         |
| 2004 | Sierra Award                               | Mejor película familiar                                           | Holes                                         | Ganó      | [ 13 ]          |
| 2004 | MTV Movie Award                            | Debutante masculino                                               | Shia LaBeouf                                  | Nominado  | [ 165 ] [ 166 ] |
| 2004 | Phoenix Films Critics Society Award (PFCS) | Mejor interpretación de un joven en un rol principal o secundario | Shia LaBeouf                                  | Nominado  | [ 13 ]          |
| 2004 | Young Artist Award                         | Mejor largometraje familiar – Drama                               | Holes                                         | Nominados | [ 167 ]         |
| 2004 | Young Artist Award                         | Mejor interpretación en un largometraje – Actor joven principal   | Shia LaBeouf                                  | Nominados | [ 167 ]         |
| 2004 | Young Artist Award                         | Mejor interpretación en un largometraje – Actor joven secundario  | Khleo Thomas                                  | Nominados | [ 167 ]         |
| 2004 | Young Artist Award                         | Mejor interpretación en un largometraje – Actor joven secundario  | Noah Poletiek                                 | Nominados | [ 167 ]         |